# La principessa
La principessa (The Princess) è un racconto scritto da David Herbert Lawrence nel 1924 e pubblicato l'anno seguente. La storia è divisa in tre parti: la vita della principessa con il padre, l'avventura con Romeo, il matrimonio con un uomo attempato.

## Trama
Nella prima parte viene raccontato il rapporto tra la protagonista e suo padre: da quando la madre è morta, i due sono inseparabili. È il padre a darle il nomignolo di Principessa alla figlia ed è lui a trattarla come tale e farla sentire perciò superiore a tutti. Quando lei ha 38 anni il padre muore. La principessa è costretta così ad uscire dal mondo in cui il padre l'aveva sempre tenuta.
Se ne va perciò in Nuovo Messico e alloggia in un ranch dove incontra Romero. Un giorno i due decidono di fare una gita sulle Montagne Rocciose e arrivano ad una capanna. Sarà questo il luogo del primo contatto fisico, ed anche il luogo dell'assassinio di Romero. Il motivo per cui la principessa decide di fare un'escursione con Romero, è proprio quello di avere un rapporto fisico con lui, ma c'è sempre un conflitto con la sua volontà di rimanere intatta. Nel momento del riposo, quando i due dormono vicini, la principessa cede al piacere della carne, ma poi se ne pente e per recuperare la sua forza ridicolizza Romero, dicendo che il rapporto non le è piaciuto. A questo punto Romero, ferito nell'animo, minacciata la principessa, ma questa viene salvata da una guardia, che per difenderla uccide l'ormai impazzito Romero.
Nell'ultima parte del racconto si scopre come continuerà la vita della principessa: l'esperienza fu per lei talmente traumatica che inconsciamente la elimina e ricorda solo di un "incidente in montagna" e di un uomo impazzito che uccise il suo cavallo. Inoltre si apprende che la principessa sposa poi un uomo attempato e sembra contenta.

## Stile
La narrazione è in terza persona, ma appare spesso la coscienza della protagonista. Le descrizioni dei paesaggio sono molto ricche e dettagliate, dense di aggettivi.

## Temi
Il tema principale dell'opera è la difficoltà di incontro tra uomo e donna, lo si nota soprattutto quando è la coscienza a parlare. Altro tema è il rapporto servo – padrona, che si trasforma poi in rapporto carnefice – vittima (inizialmente la vittima è la principessa, infine sarà Romero) ed infine il tema della passione, che prima di Lawrence, nessuno aveva mai trattato in modo così viscerale.